# Joseph Eybler

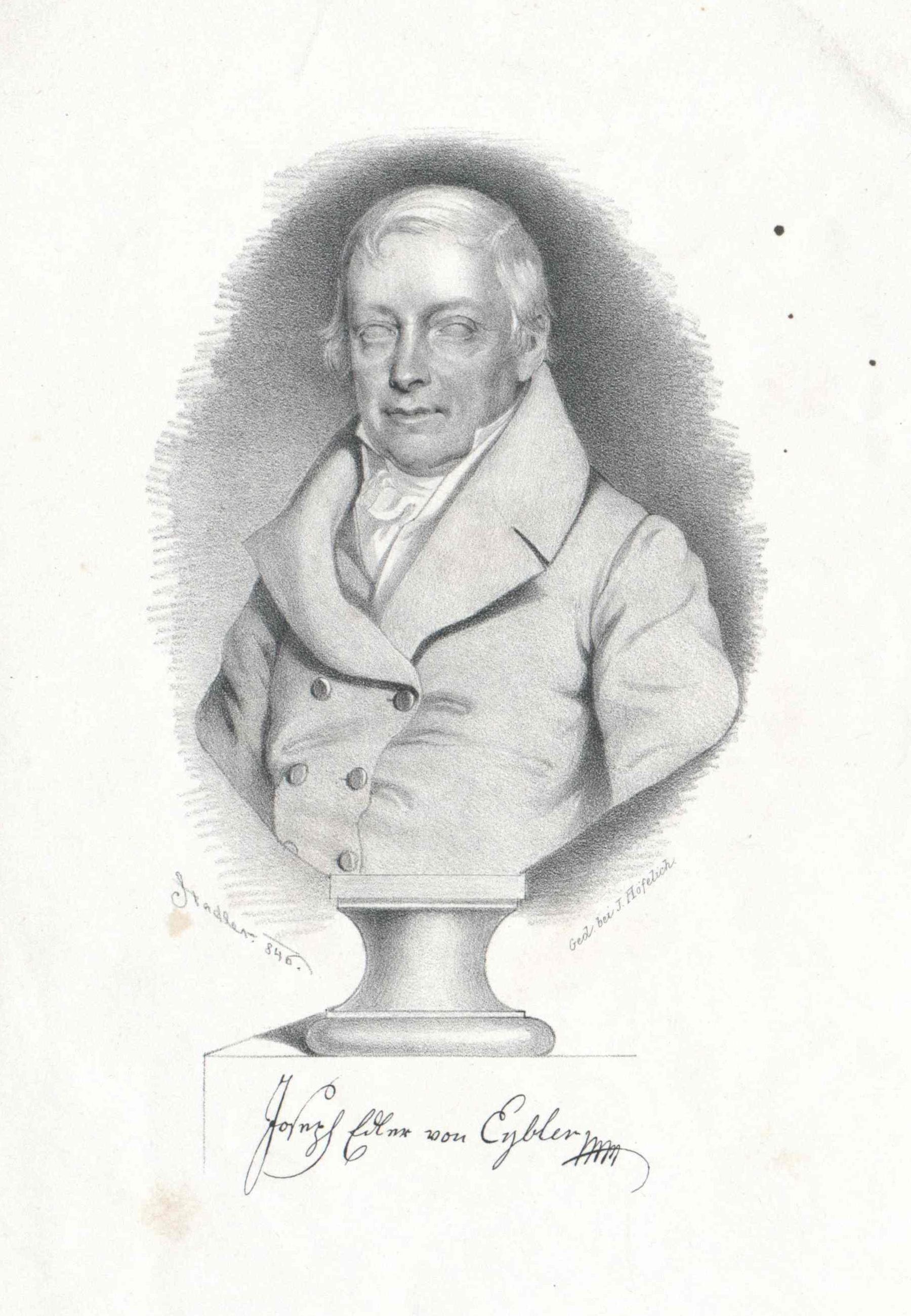
Joseph Edler von Eybler, 1846

Joseph Leopold Eybler (Schwechat, 8 febbraio 1765 – Vienna, 24 luglio 1846) è stato un compositore austriaco, conosciuto oggi più per la sua amicizia con Wolfgang Amadeus Mozart che non per la sua stessa musica.

## Biografia
Eybler nacque in una famiglia di musicisti. Suo padre era un insegnante di musica, direttore del coro e amico della famiglia Haydn. Joseph Eybler studiò musica con suo padre prima di frequentare la scuola musicale del duomo di Santo Stefano a Vienna. Studiò composizione con Johann Georg Albrechtsberger, che disse di lui come del più grande compositore di Vienna dopo Mozart. Si guadagnò anche gli elogi di Joseph Haydn, suo amico e lontano parente.
Nel 1792 divenne direttore del coro alla Karmeliterkirche ("Chiesa Carmelitana") a Vienna. Due anni dopo si trasferì allo Schottenkloster, rimanendovi per i trent'anni successivi (1794-1824). Riuscì ad ottenere anche alcuni ruoli a corte, come quello di Kapellmeister (1824-1833). L'imperatrice Maria Teresa di Borbone-Due Sicilie gli commissionò numerose opere, tra cui il Requiem in Do minore (1803).

### L'amicizia con Mozart
Fu per intercessione dell'amico Joseph Haydn che Eybler conobbe Mozart, il quale gli diede delle lezioni e gli affidò persino le prove dell'opera Così fan tutte, di cui ebbe anche l'occasione di dirigere alcune rappresentazioni.
Il 30 maggio 1790 Mozart scrisse di Eybler: "Io sottoscritto attesto che il signor Joseph Eybler è un degno allievo di Albrechtsberger, un ottimo compositore, ugualmente preparato nella musica da camera quanto in quella sacra, competente nell'arte della canzone nonché un abile suonatore di organo e clavicembalo; in poche parole un giovane musicista di cui, purtroppo, raramente si trovano eguali."
Parlando dei suoi rapporti con Mozart, Eybler ebbe modo di scrivere: "Ebbi la fortuna di mantenere l'amicizia finché non morì. Lo aiutai a spostarsi, a sdraiarsi sul letto e lo accudii durante la sua ultima terribile malattia."
Dopo la morte di Mozart, la moglie Constanze Weber chiese a Eybler di completare il Requiem di suo marito, rimasto incompiuto. Eybler ci provò ma non completò la commissione, si fermò dopo aver iniziato l'orchestrazione di cinque sezioni della Sequenza. Si pensa che tale decisione derivi dal rispetto reverenziale che Eybler nutriva per la musica del suo amico.

### Gli ultimi anni
Nel 1833 Eybler fu colpito da un ictus mentre dirigeva il Requiem di Mozart: per questo motivo non riuscì ad adempiere pienamente ai suoi doveri di corte. Per i servigi profusi a corte fino a quel momento fu elevato nel 1835 al rango di nobile e da quel momento fu conosciuto come Joseph Leopold, Edler von Eybler. Morì nel 1846.

## Opere
Le principali composizioni di Eybler sono di ispirazione sacra. Scrisse infatti, oltre al suo Requiem, numerosi oratori, messe, cantate, offertori e graduali. Pubblicò inoltre un'opera e varie composizioni vocali e strumentali di matrice cameristica e concertante (si ricordano in particolare i quartetti per archi e il concerto per clarinetto HV 160).